# Benedikt Jeßing
Benedikt Jeßing (* 1961 in Steinfurt-Borghorst, Westfalen) ist ein deutscher Germanist und Literaturwissenschaftler. Er ist als Hochschullehrer und Professor für Neuere deutsche Literaturwissenschaft mit dem Schwerpunkt 16. bis 18. Jahrhundert am Germanistischen Institut der Ruhr-Universität Bochum tätig.
Jeßing studierte an der Universität GH Essen (heute Universität Duisburg-Essen) Biologie und Germanistik, 1991 promovierte Jeßing im Fach Germanistik an der Fern-Universität Hagen über Goethes „Wilhelm Meisters Wanderjahre“ und Uwe Johnsons „Mutmaßungen über Jakob“. Im Jahr 2004 wurde Jeßing kumulativ habilitiert. Er ist angesehener Experte für die Literatur Goethes und der Goethezeit, forscht zur Literatur des 20. Jahrhunderts und zur Literaturtheorie. Jeßing war Vorsitzender der Goethe-Gesellschaft Essen.

## Schriften (Auswahl)

### Monographien
- Dramenanalyse. Eine Einführung (2. neubearb. Aufl. 2023, Erich Schmidt Verlag, ISBN 978-3-503-21251-4).
- Neuere deutsche Literaturgeschichte (2008, Narr Verlag, ISBN 978-3-8233-6392-7)
- Einführung in die neuere deutsche Literaturwissenschaft (4. überarb. Aufl. 2017, Metzler Verlag, ISBN 3-476-04493-9).
- Bibliographieren für Literaturwissenschaftler (2010, Reclam-Verlag, ISBN 978-3-15-017640-5).
- Arbeitstechniken des literaturwissenschaftlichen Studiums (2017, Reclam-Verlag (erschienen in der Serie Reclams Studienbuch Germanistik) ISBN 978-3-159-61201-0), erweitert um Randspalte mit zentralen Begriffen, Tabellen, Schaubilder und Merkboxen
- Goethe. Eine Einführung in Werk und Deutung (2. neubearb. Aufl. 2023, Metzler Verlag, ISBN 978-3-476-05902-4).

### Herausgaben
- Jochen Vogt in Verbindung mit der Alten Synagoge Essen. Red. Mitarbeit: Benedikt Jessing: "Das Vergangene ist nicht tot, es ist nicht einmal vergangen" : Nationalsozialismus im Spiegel der Nachkriegsliteratur. Essen : Rigodon-Verl. 1984
- Der Nachsommer (2005, Reclam-Verlag, ISBN 3-15-018352-9)
- Metzler-Goethe-Lexikon (2004, Metzler Verlag, ISBN 3-476-02016-9)
- Maximen und Reflexionen (2021, Reclam-Verlag, ISBN 978-3-15-018698-5)